# Apodemus flavicollis
Apodemus flavicollis é uma espécie de roedor da família Muridae.